# Kilbourne (Illinois)
Kilbourne és una població dels Estats Units a l'estat d'Illinois. Segons el cens del 2000 tenia 375 habitants.

## Demografia
Segons el cens del 2000, Kilbourne tenia 375 habitants, 147 habitatges, i 103 famílies. La densitat de població era de 136,6 habitants/km².
Dels 147 habitatges en un 36,7% hi vivien nens de menys de 18 anys, en un 55,1% hi vivien parelles casades, en un 6,8% dones solteres, i en un 29,9% no eren unitats familiars. En el 26,5% dels habitatges hi vivien persones soles el 12,2% de les quals corresponia a persones de 65 anys o més que vivien soles. El nombre mitjà de persones vivint en cada habitatge era de 2,55 i el nombre mitjà de persones que vivien en cada família era de 3,13.
Per edats la població es repartia de la següent manera: un 29,6% tenia menys de 18 anys, un 5,3% entre 18 i 24, un 30,7% entre 25 i 44, un 20,5% de 45 a 60 i un 13,9% 65 anys o més.
L'edat mediana era de 35 anys. Per cada 100 dones de 18 o més anys hi havia 103,1 homes.
La renda mediana per habitatge era de 26.000 $ i la renda mediana per família de 30.875 $. Els homes tenien una renda mediana de 28.125 $ mentre que les dones 22.500 $. La renda per capita de la població era de 10.710 $. Aproximadament el 20,2% de les famílies i el 22,1% de la població estaven per davall del llindar de pobresa.

## Poblacions més properes
El següent diagrama mostra les poblacions més properes.